# Acrotoos
Acrotoos (en griego, Ἀκρόθωον) fue una antigua ciudad griega, situada en la península Calcídica.  

## Historia

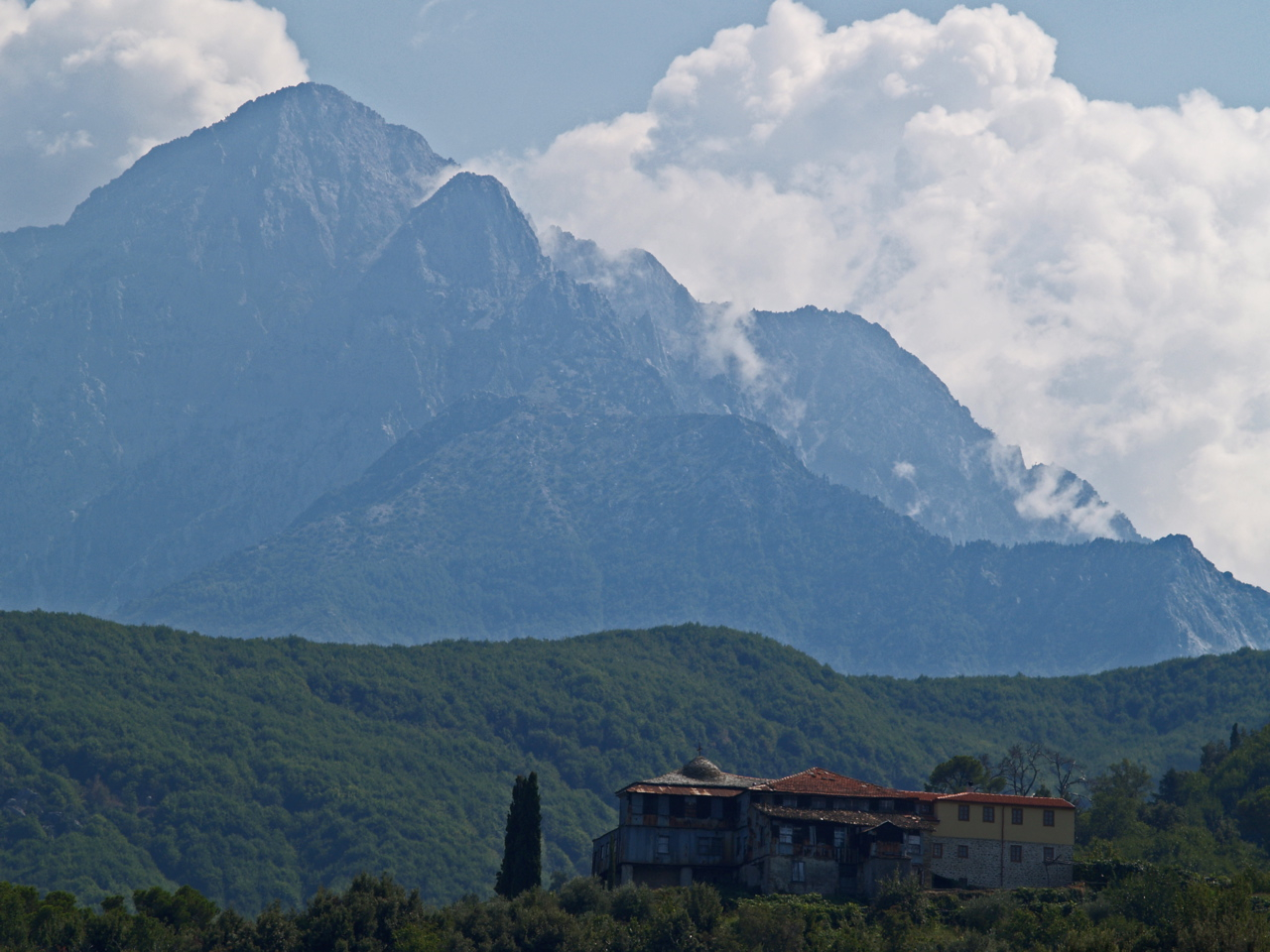
Monte Athos

Acrotoos es situada por Heródoto, Tucídides y Estrabón en la península llamada Acta (Ακτή), donde se encuentra el monte Athos, la más oriental de las tres que se extienden hacia el sur, en la Calcídica. Tucídides añade que, de las ciudades de la mencionada península, Sane era colonia de Andros, mientras que Tiso, Cleonas, Acrotoos, Olofixo y Díon tenían una población heterogénea de bárbaros bilingües compuesta por unos pocos calcídeos y, el resto, pelasgos, bisaltas, crestones y edones. Estrabón señala que se encontraba en la zona de la cumbre del monte y que su primitiva población estaba compuesta por pelasgos de Lemnos.
Probablemente fue miembro de la Liga delo-ática ya que Acrotoos se rebeló contra Atenas y se puso de parte del lacedemonio Brásidas en la expedición que este realizó por la Calcídica en 424 y 423 a. C. Sin embargo, no aparece nombrada en las listas de tributos a Atenas, sino que únicamente es mencionada en un decreto del año 422/1 a. C.
Se encontraba en la parte oriental de la península de Acta.